# 要指導医薬品ネット販売規制事件
要指導医薬品ネット販売規制事件（ようしどういやくひんネットはんばいきせいじけん）とは、要指導医薬品の対面販売を義務付けていた旧薬事法（現：医薬品、医療機器等の品質、有効性及び安全性の確保等に関する法律（薬機法））の規制が、憲法22条1項に違反するかが争われた訴訟である。

## 経緯
本事件では、旧薬事法（薬機法）における医薬品の販売方法の規制の違憲性が争点となった。

### 従来の規定
2006年に改正された旧薬事法は、一般用医薬品のうち、第一類医薬品については薬剤師に、第二類医薬品については薬剤師または登録販売者が販売・授与しなければならない（36条の5）と定めていた。
また、旧薬事法の改正に伴って改正された同法の施行規則159条の14は、第一類医薬品と第二類医薬品については対面販売を義務付けていた。

### 「医薬品ネット販売規制事件」上告審判決
これらの改正以前から医薬品のインターネット販売を行っていたケンコーコム社とウェルネット社の2社は、旧薬事法施行規則が医薬品のインターネット販売を広範に禁止するものであり、旧薬事法の委任の範囲外の規制として違法無効を主張し、国に対して、医薬品をインターネットで販売する権利ないし地位の確認訴訟を提起した。
2013年1月11日に、最高裁判所第二小法廷（裁判長：竹内行夫）は、旧薬事法施行規則がインターネット販売を一律に禁止することとなる限度で、旧薬事法の趣旨に適合せず、その委任の範囲を逸脱しているとして、同規則を違法無効とし、原告2社の請求を認容した。

### 2013年（平成25年）薬事法改正
2013年12月13日、上記の判決を受けて、旧薬事法の改正案が成立した。

#### 要指導医薬品のネット販売規制
改正後の旧薬事法4条5項3号は、以下の各要件に該当する医薬品で、「その適正な使用のために薬剤師の対面による情報の提供及び薬学的知見に基づく指導が行われることが必要なもの」として厚生労働大臣が薬事・食品衛生審議会の意見を聴いて指定するものを、「要指導医薬品」に指定していた。
- その製造販売の承認の申請に際して既に製造販売の承認を与えられている医薬品と有効成分、分量、用法、用量、効能、効果等が明らかに異なるとされた医薬品であって、当該申請に係る承認を受けてから厚生労働省令で定める期間を経過しないもの（同号イ）
- その製造販売の承認の申請に際して同号イの医薬品と有効成分、分量、用法、用量、効能、効果等が同一性を有すると認められた医薬品であって、当該申請に係る承認を受けてから厚生労働省令で定める期間を経過しないもの（同号ロ）
- 毒薬（同号ハ）
- 劇薬（同号ニ）

また、旧薬事法は、「店舗販売業者等は、要指導医薬品につき、薬剤師に販売させ、又は授与させなければならない」（36条の5第1項）と定めていた。そして、要指導医薬品の適正な使用のため、要指導医薬品を販売し、又は授与する場合には、薬剤師に、対面により、所定の事項を記載した書面を用いて必要な情報を提供させ、及び必要な薬学的知見に基づく指導を行わせなければならない（36条の6第1項）とし、情報の提供及び指導を行わせるに当たっては、当該薬剤師に、あらかじめ、要指導医薬品を使用しようとする者の年齢、他の薬剤又は医薬品の使用の状況等を確認させなければならない（36条の6第2項）。そのうえ、その情報の提供又は指導ができないとき、その他要指導医薬品の適正な使用を確保することができないと認められるときは、要指導医薬品の販売・授与を禁じていた（36条の6第3項）。
要するに、旧薬事法（薬機法）は、「要指導医薬品」について、薬剤師による対面販売を義務付け、インターネットによる販売を禁じるものであった。

## 訴訟
2014年、ケンコーコムから改称したRakuten Direct社（現在は楽天に統合）は、旧薬事法（薬機法）36条の6第1項及び第3項が、職業活動の自由（営業の自由）を保障する憲法22条1項に違反する、と主張し、国に対して、要指導医薬品として指定された製剤の一部につき、インターネットによる医薬品の販売をすることができる権利ないし地位を有することの確認等を求める訴訟を、東京地方裁判所に提起した。

### 訴訟の経過

#### 第一審（東京地方裁判所）
2017年7月18日、東京地方裁判所（裁判長：谷口豊）は、楽天側の請求を退けた。
楽天側は、東京高等裁判所に控訴した。

#### 控訴審（東京高等裁判所）
2019年2月6日、東京高等裁判所（裁判長：斉木敏文）は、第一審判決を支持し、楽天側の控訴を棄却した。
楽天側は、最高裁判所に上告した。

#### 上告審（最高裁判所第一小法廷）
2021年3月18日、最高裁判所第一小法廷（裁判長：小池裕）は、楽天側の上告を棄却した（原告敗訴）。

## 上告審判決
2021年3月18日、最高裁判所第一小法廷（裁判長：小池裕）は、薬機法（旧薬事法）36条の6第1項及び第3項は、憲法22条1項に違反せず合憲であるとし、原告の請求を棄却した。

### 判旨

#### 違憲審査の枠組み
まず、本判決は、「薬局距離制限事件」上告審判決の判示を引用し、憲法22条1項が職業活動の自由（営業の自由）を保障していることを確認しつつ、職業活動の自由への規制は、「規制の目的が公共の福祉に合致するものと認められる」場合には「そのための規制措置の具体的内容及び必要性と合理性については、立法府の判断がその合理的裁量の範囲にとどまる限り、立法政策上の問題としてこれを尊重すべきものであるところ、その合理的裁量の範囲については事の性質上おのずから広狭があり得る」との枠組みを示した。

#### 違憲性の判断
まず、本判決は、要指導医薬品が「製造販売後調査の期間又は再審査のための調査期間を経過しておらず、需要者の選択により使用されることが目的とされている医薬品としての安全性の評価が確定していない」ことに着目し、販売方法の規制は、「不適正な使用による国民の生命、健康に対する侵害を防止し、もって保健衛生上の危害の発生及び拡大の防止を図ることを目的とするものであり、このような目的が公共の福祉に合致することは明らかである。」と判断した。
次に、本判決は販売方法の規制の手段については、下記の点を指摘している。
- 要指導医薬品は「需要者の選択により使用されることが目的とされているものであり」、また、「医薬品としての安全性の評価が確定していないものであるところ、」「その販売又は授与をする際に、薬剤師が、あらかじめ、要指導医薬品を使用しようとする者の年齢、他の薬剤又は医薬品の使用の状況等を確認しなければならないこととして使用者に関する最大限の情報を収集した上で、適切な指導を行うとともに指導内容の理解を確実に確認する必要があるとすることには、相応の合理性がある」点
- 「対面による情報提供及び指導においては、直接のやり取りや会話の中で、その反応、雰囲気、状況等を踏まえた柔軟な対応をすることにより、説明し又は強調すべき点について、理解を確実に確認することが可能となる一方で、電話やメールなど対面以外の方法による情報提供及び指導においては、音声や文面等によるやり取りにならざるを得ないなど、理解を確実に確認する点において直接の対面に劣る」点
- 対面販売が義務付けられているのは要指導医薬品であるところ、「その市場規模は、要指導医薬品と一般用医薬品を合わせたもののうち、1％に満たない僅かな程度にとどまっており、毒薬及び劇薬以外のものは、一定の期間内に一般用医薬品として販売することの可否の評価を行い、問題がなければ一般用医薬品に移行することとされているのであって、本件各規定による規制の期間も限定されている」点

そして、本判決は上記の要素から、販売方法の規制は「職業選択の自由そのものに制限を加えるものであるとはいえず、職業活動の内容及び態様に対する規制にとどまるものであることはもとより、その制限の程度が大きいということもでき」ず、要指導医薬品の販売方法の規制に「必要性と合理性があるとした判断が、立法府の合理的裁量の範囲を超えるものであるということはできない」と判断した。

## 影響

### 規制目的二分論の廃棄？
本事件の上告審判決と、「あはき師法19条訴訟」上告審判決とを比較した上で、本事案のような国民の安全の保全を目的とする規制（消極目的規制）と、経済弱者の保護を目的とする規制（積極目的規制）に全く同じ枠組みの違憲審査がなされたことから、これらの規制に異なる違憲審査基準を用いるべきとした規制目的二分論が廃棄されたとの見解もある。